# Ljudprocessor
En ljudprocessor är en apparat eller mjukvara som används i radioutsändningssammanhang. En typisk processor innehåller följande funktioner:
- En AGC, Automatic Gain Control, som håller ljudnivån på en lagom nivå.
- En multibandskompressor, för att hålla en jämn nivå mellan svaga och starka signaler, på olika frekvenser.
- En limiter, för att sänka snabba och kraftiga ljudförlopp. (till exempel trummor)
- En equalizer, för att förstärka eller försvaga vissa frekvenser som är önskvärda. Equalizern ställs olika beroende på vilken typ av musik som stationen spelar, och vilken "ljudbild" man vill ge av stationen. En rockstation vill kanske förstärka elgitarrers ljud, medan en talstation vill förstärka människoröster.
- En fasförskjutare för att harmonisera ljudsignalen med hur sändaren fungerar.

En processor kan även innehålla andra funktioner och utvecklingen pågår hela tiden, likt utvecklingen av datorer.
Syftet med ljudprocessorn är dels att underlätta för studiopersonalen att hålla en jämn nivå på sin utsändning, men framför allt att en radiostation ska låta "mycket". En radiostation som hörs bra sägs få fler lyssnare, dels för att det låter bra men också för att man hör vad som sägs även om ljudnivån är låg eller om man lyssnar i en bullrig miljö (till exempel i bilen).
Att ställa in en ljudprocessor kräver kunskap om vad det är för ljud som radiostationen egentligen vill ha, hur människans hörsel fungerar, ljud, ljudelektronik, hur en radiosändare fungerar, samt hur man kombinerar dessa krav och möjligheter.
Exempel på tillverkare av ljudprocessorer är Orban, Behringer, Soundweb, varav den förstnämnda sägs vara den överlägset mest använda hos professionella radiostationer.